# Grease
Grease (Grease en España, Argentina, Perú y Uruguay, Grease Brillantina en Chile, Colombia y Vaselina en el resto de Hispanoamérica) es una película musical estadounidense de 1978 ambientada en los años 1950 dirigida por Randal Kleiser y protagonizada por John Travolta y Olivia Newton-John. La cinta está basada en el musical homónimo de 1972 creado por Jim Jacobs y Warren Casey.
El filme narra la historia de amor entre el rebelde Danny Zuko (John Travolta) y la inocente Sandy Olsson (Olivia Newton-John). Ambos se conocen durante el verano y al despedirse ninguno de los dos piensa en que se vayan a ver de nuevo, pero se equivocan: cuando ella decide matricularse en el mismo instituto que su amiga Frenchy (Didi Conn) lo último que esperaba era convertirse en compañera de Danny, el colíder rebelde de los "T-Birds".
La película fue un rotundo éxito y consolidó la carrera de varios artistas principales como la del mismo Travolta, la de Newton-John, la de Stockard Channing y la de Jeff Conaway, así como la de personajes secundarios como la del actor Lorenzo Lamas.

## Argumento
La película comienza con los protagonistas principales, Danny Zuko (Travolta) y Sandy Olsson (Newton-John), pasando el verano juntos y formalizando una relación. Desgraciadamente, ambos tienen que despedirse al término de las vacaciones debido a que ella y su familia tienen que regresar a Australia. Sin embargo y para su sorpresa, su familia cambia de opinión y en lugar de regresar a Australia, ella se queda en los California y se inscribe en el instituto Rydell, donde estudia su amiga Frenchy, miembro de una pandilla femenina llamada Las Damas Rosas (The Pink Ladies en el original en inglés). Lo que no sabe es que en ese mismo instituto también estudia Danny.
Danny, por su parte, es el colíder de una pandilla, los T-Birds (Thunder Birds). Kenickie (Jeff Conaway), primero al mando de los T-Birds, anima a Danny para que les cuente su experiencia de vacaciones, mientras que las Damas Rosas, instigadas por Betty Rizzo (Stockard Channing), quien es la estudiante más prolija del instituto y líder de las Pink Ladies, interrogan a Sandy. Este escenario desemboca en la canción «Summer Nights» ("Noches de verano"), en la que ambos relatan su punto de vista sobre su relación de verano con el otro. Se ve claramente que Danny exagera los hechos, y ninguno de los dos sabe de la presencia del otro en el instituto.
Al término de la canción, Rizzo se entera de que la persona de quien Sandy hablaba, es nada menos que Danny, con quien estaba obsesionada sin obtener resultados; y ya que Sandy habló de él de una manera bastante romántica, muy diferente a la forma de ser de Danny, decide mostrarle quién era en realidad. Animada por Patty Simcox, una chica popular del instituto, Sandy se apunta al equipo de animadoras de Rydell. Durante una competencia deportiva, las Damas Rosas, a instancias de Rizzo, hacen coincidir a Danny y a Sandy. Danny queda totalmente sorprendido de verla en la misma escuela que él, ya que no esperaba volver a verla; sin embargo, tiene que proteger su imagen de tipo duro frente a su pandilla, y su comportamiento hacia Sandy hace que ella se vaya corriendo entre lágrimas. Danny la observa consternado unos instantes, pero ante la mirada de satisfacción de Rizzo, rápidamente vuelve a su pose de chico duro y se va con sus amigos.
Frenchy intenta animar a Sandy invitándola a una fiesta de pijamas en su casa con el resto de la pandilla. Sandy acepta, pero su comportamiento de "niña-buena-que-nunca-ha-roto-un-plato" termina con la paciencia de Rizzo, ya que Sandy se atraganta con un cigarrillo, no le gusta el sabor del vino y le aterroriza la idea de que Frenchy le perfore los lóbulos de las orejas para llevar pendientes. Ante la insistencia de Frenchy, Sandy se va con ella al baño y allí se pone enferma con solo ver la sangre. Frenchy comunica a sus amigas que va a dejar el instituto para ir a una escuela de belleza. Rizzo no puede más y se mofa de Sandy junto con todas las demás cantando la sarcástica canción «Look at me, I'm Sandra Dee». Justo al final de la canción, Sandy sale del baño, alcanza a ver a Rizzo burlándose de ella, y la increpa por esto.
Los T-Birds llegan a la casa de Frenchy, y Rizzo se desliza por el tejado para irse con ellos. Ella y Kenickie flirtean un poco y Kenickie la invita a subir al coche. Al darse cuenta de que Sandy también está ahí, Danny se retira y Kenickie y Rizzo se van en el coche, dejando tirados a los demás T-Birds, que deciden irse a comer una pizza. Marty, la miembro que más coquetea de las Damas Rosas, decide escribir a uno de sus numerosos novios por carta, mientras que Sandy sale de la casa y comprende que, a pesar de todo, sigue enamorada de Danny, cantando la canción «Hopelessly Devoted to You».
Por otra parte, en un autocine están Rizzo y Kenickie besándose apasionadamente en el asiento trasero del coche. Quieren llevar las cosas un paso más allá, pero el condón que Kenickie llevaba en la cartera se rompe. Rizzo, incapaz de resistir a los encantos de Kenickie, se lanza sobre Kenickie y siguen adelante sin protección. Pronto son interrumpidos por Leo, líder de la banda de los Escorpiones (The Scorpions), rivales de los T-Birds, que causa algunos daños al coche de Kenickie e insulta a ambos.
Mientras trabajan en la reparación del coche, los T-Birds fantasean sobre cómo quedará el coche una vez esté puesto a punto y pintado, cantando «Greased Lightning». Danny y Kenickie se encuentran más tarde en el Palacio del helado (Frosty Palace). Danny, al entrar y ver que Sandy está compartiendo un refresco con Tom Chisum, un chico deportista que también es alumno del instituto (y ante las burlas de Rizzo), intenta disculparse con ella a solas, argumentando que tiene una imagen que proyectar ante los demás; sin embargo, Sandy no acepta sus disculpas y elogia a Chisum, despertando los celos de Danny, quien piensa que si ese es el tipo de hombre que a ella le gusta, él también puede convertirse en uno, decidiendo inscribirse a algún deporte en el instituto.
Lo siguiente que se ve es la desastrosa exhibición de Danny en baloncesto, lucha libre y béisbol, disciplinas en las que siempre pierde la paciencia y termina golpeando a alguien. Finalmente ve que su deporte ideal es el atletismo, por la falta de contacto con el oponente, principalmente. Mientras Danny está entrenando en carrera de vallas, ve a Sandy hablando con Chisum, y en ese momento tropieza y cae. Sandy deja a Tom para ver si Danny está bien, reconciliándose con él.
Danny intenta ir al Palacio del helado con Sandy para estar solos y no preocuparse por arruinar su imagen delante de sus amigos; sin embargo sus planes se arruinan, pues tanto los T-Birds como las Damas Rosas también se encuentran ahí; y a Danny le resulta muy complicado seducir a Sandy sin parecer blando delante de su pandilla. Después de un rato todos empiezan a retirarse del lugar, dejando solos a Kenickie, Rizzo y Frenchy. Kenickie se molesta con Rizzo porque ella no quiere darle dinero para pagar la cuenta de todos, y termina su relación. Rizzo se enfurece, le lanza una malteada a la cara y se va, seguida de Kenickie. Cuando todo el mundo se ha ido de la heladería, Frenchy, quien se queda ahí y ha estado ocultando el color de su pelo bajo un pañuelo, revela que está teniendo problemas en la escuela de belleza ya que tiene el pelo de color rosa por un error en el tinte. Entonces se imagina que tiene un ángel de la guarda emulando a la película Tammy que le dice qué debe hacer con su vida. Este ángel resulta ser Frankie Avalon, ídolo adolescente de fines de la década de los años 1950 que la anima a volver al instituto cantando «Beauty School Dropp Out».
El programa de televisión National Bandstand tiene planeado emitir en directo precisamente desde el gimnasio del instituto Rydell, motivo por el cual se organiza un concurso de baile al que Danny lleva a Sandy. Rizzo, enfadada con Kenickie, lleva al baile a Leo, el líder de la banda rival, obligando a Kenickie a llevar a la novia de este, ChaCha DiGregorio, quien a su vez fue novia de Danny hace tiempo. En ese baile, Marty, de las Pink Ladies, tiene un flechazo con Vince Fontaine, el presentador y conductor del famoso programa, provocando que Sonny (quien está enamorado de ella) se ponga celoso y se emborrache. El baile presenta muchas canciones conocidas de los años 1950 versionadas por el grupo Sha Na Na. Durante el baile, Rizzo abandona el recinto enfadada cuando ve a Kenickie con ChaCha, mientras que Danny y Sandy son de las pocas parejas que van quedando en el concurso. En un momento dado, Sonny tira de Sandy dejando a Danny bailando con ChaCha. Sandy se da cuenta de que ChaCha es una exnovia de Danny y mucho mejor bailarina que ella, abandonando el gimnasio enfadada. Danny y ChaCha ganan el concurso de baile y, mientras están bailando solos, tres de los T-Birds se ponen delante de la cámara y hacen una desastrosa escena cómica de bajarse los pantalones y enseñar sus traseros.
Más tarde, Danny lleva a Sandy a un autocine donde se disculpa por haberla dejado de esa manera. La disculpa no significa demasiado para Sandy, de modo que Danny intenta quitarse el anillo que lleva para dárselo a ella pero al hacerlo, accidentalmente le clava el codo en el pecho. Al dárselo, Sandy le besa en la mejilla diciendo que ahora se da cuenta de que de verdad la respeta. El plano cambia a Marty y Rizzo en los lavabos del baño del mismo cine. Allí, Rizzo le dice a Marty que no ha tenido su periodo de menstruación y teme quedar embarazada, ya que tuvo relaciones sexuales sin protección con Kenickie. Rizzo le exige a Marty guardar el secreto; sin embargo, al salir de los lavabos, a Marty se le escapa un comentario con respecto al probable embarazo de Rizzo, que Sonny oye de casualidad. El cotilleo se propaga como pólvora por todos los asistentes del autocine hasta llegar al propio Kenickie. Cuando este le pregunta a Rizzo si es verdad lo que se dice, ella le pregunta por qué le preocupa y él dice que el no escapa de sus errores. Rizzo le dice que no se preocupe, que no fue su error. Él le da las gracias sarcásticamente y la deja ahí visiblemente descorazonado, pues realmente quería a Rizzo.
De nuevo en el coche, Danny tiene el brazo alrededor de Sandy, e intenta descaradamente meterle mano a Sandy y enrollarse con ella. Sandy se horroriza con la idea y sale del coche enfadada dando un portazo que golpea a Danny en la entrepierna. Tras tirarle de vuelta el anillo, abandona el cine. Danny se lamenta por haber perdido de nuevo a Sandy y revela el auténtico alcance de sus sentimientos hacia ella en la canción «Sandy». Poco después aparece una escena donde se ve a Rizzo siendo víctima de las murmuraciones de las chicas de la escuela, especialmente de Patty Smicox. Sandy aparece y le dice que a pesar de que no han tenido una buena relación, le ofrece su ayuda y amistad sincera, a lo que Rizzo se niega al principio, aunque después acepta. Momentos después interpreta la conmovedora canción «There Are Worse Things I Could Do» cuando ve a Kenickie preparando su auto para la carrera, revelando que realmente lo quiere y le duele estar alejada de él.
La siguiente escena es la carrera entre Leo y Kenickie en el canal. Kenickie le pide a Danny que sea su padrino en el desafío, y Marty le da a Kenickie un penique que se ha encontrado para que le dé suerte. Al dejarlo caer, Kenickie se agacha a recogerlo y uno de los T-Birds abre la puerta sin verle, golpeándolo en la cabeza y noqueandolo. Al no poder conducir en ese estado, deciden que Danny correrá en su lugar; y mientras, Sandy ve el espectáculo a distancia. La carrera (que resulta ser una parodia de la famosa carrera de Ben-Hur), está muy disputada, aunque finalmente Danny gana. Al ver a toda la pandilla celebrando el triunfo de Danny, Sandy se da cuenta de sus sentimientos hacia él y admite que su imagen y su actitud son demasiado puritanas, con la canción «Look at Me, I'm Sandra Dee (reprise)». Mientras Danny va a celebrar el triunfo de la carrera con los T-Birds y las Pink Ladies, Frenchy ve a Sandy a lo lejos y corre hacia ella. Sandy está feliz de que Danny haya ganado la carrera, pero ya no está satisfecha con su propia personalidad y le pide ayuda a Frenchy para hacerle un completo cambio de imagen. Frenchy acepta y Sandy se va con ella, siendo observadas discretamente por Danny.
Es ya el último día de clase y se ha organizado una feria en el instituto Rydell. Rizzo está en los juegos mecánicos de la feria con Frenchy, y Kenickie le dice que se baje porque está embarazada, y ella le dice que todo ha sido una falsa alarma. Al bajar del juego, ella y Kenickie se reconcilian. Danny aparece allí con la sudadera deportiva del equipo de atletismo, y Doody, Sonny y Putzie le preguntan si eso significa que dejará a los T-Birds. Él les responde que sí porque, a pesar de apreciar a sus amigos, dice que quiere hacer todo lo posible para reconquistar a Sandy. De repente Sandy aparece con una chaqueta de cuero negro, sandalias de tacón alto, un top con los hombros al aire, el pelo rizado y pantalones ajustados y fumando un cigarrillo. Danny la mira sorprendido, encontrándola extremadamente atractiva y cayendo a sus pies. Ambos vuelven a estar juntos y cantan «You're the One That I Want» ("Eres lo que yo quiero"). Todos cantan el gran finale, «We Go Together», y Danny y Sandy se van volando en un descapotable (que resulta ser el auto que aparece en la canción «Greased Lightning»), desapareciendo en el cielo (versión más larga).
Durante los créditos, que tiene la forma de un anuario escolar, puede escucharse «Grease (reprise)».

## Reparto

### Principales
- John Travolta como Danny Zuko.

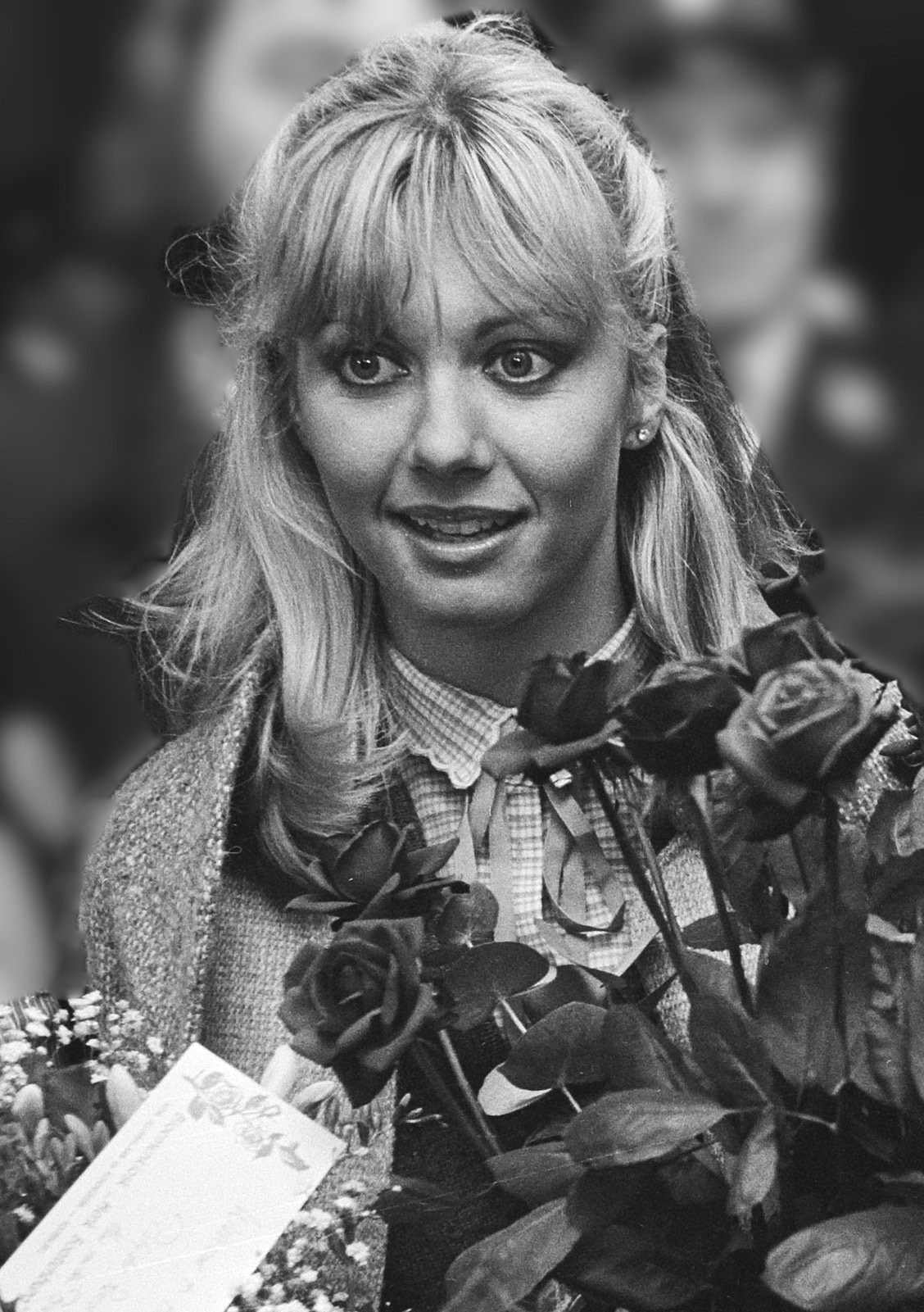
Newton-John en 1978.

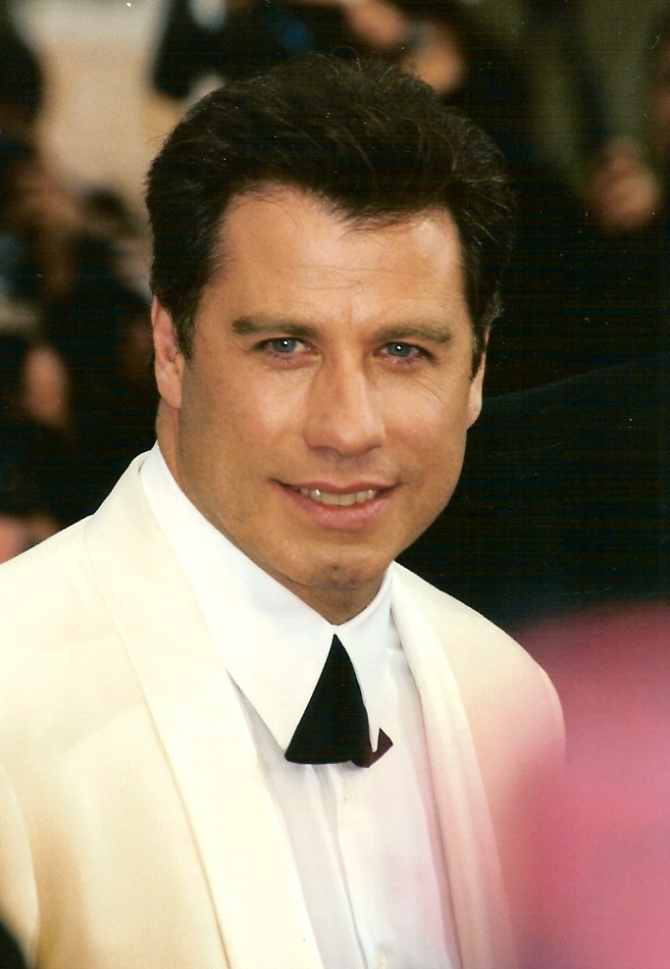
John Travolta.

- Olivia Newton-John como Sandy Olsson.
- Stockard Channing como Betty Alexander Rizzo.
- Jeff Conaway como Kenickie Murdoch.
- Barry Pearl como Doody.
- Michael Tucci como Sonny LaTierri.
- Kelly Ward como Putzie.
- Didi Conn como Frenchy.
- Jamie Donnelly como Jan.
- Dinah Manoff como Marty Maraschino.

### Secundarios
- Eve Arden como la Directora McGee.
- Frankie Avalon como El ángel de la guarda.
- Sid Caesar como el Entrenador Calhoun.
- Susan Buckner como Patty Simcox.
- Dody Goodman como Blanche.
- Eddie Deezen como Eugene Felnic.
- Joan Blondell como Violeta.
- Edd Byrnes como Vince Fontaine.
- Alice Ghostley como la Sra. Murdoch
- Sha-Na-Na como Johnny Casino & The Gamblers.
- Lorenzo Lamas como Tom Chisum.
- Fannie Flagg como la Enfermera Wilkins.
- Dick Patterson como Sr. Rudie
- Darrell Zwerling como Sr. Lynch
- Annette Charles como Cha Cha DiGregorio.
- Dennis Cleveland Stewart como Leo Kapinski.

## Rodaje
La primera escena de la playa se filmó en la playa estatal Leo Carrillo de Malibú, haciendo referencia explicita al filme De aquí a la eternidad.

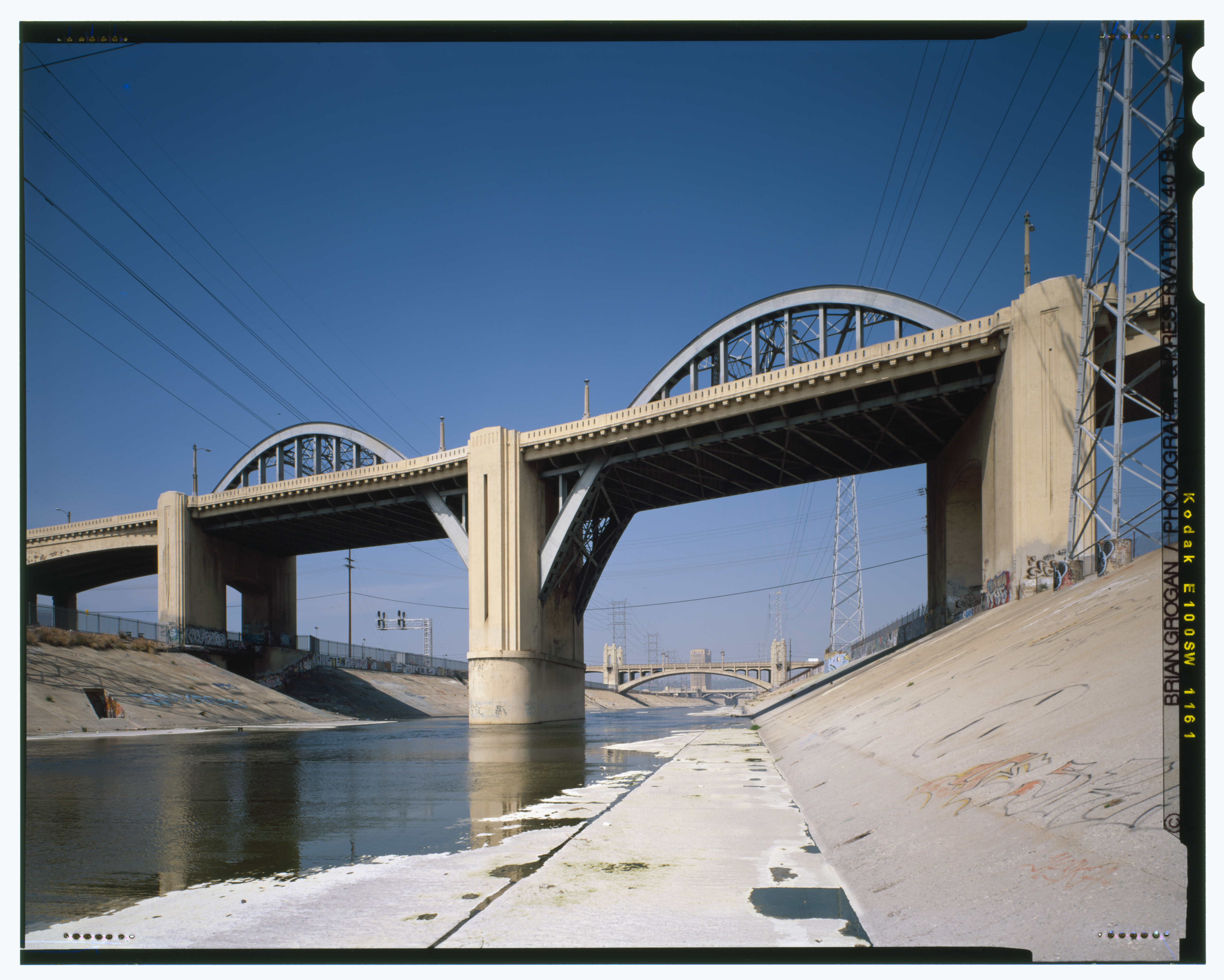
La carrera se filmó en los puentes del Río Los Ángeles.

Las escenas exteriores del instituto Rydell, incluidas las del estacionamiento delantero y el taller mecánico, los números musicales de «Summer Nights» y «There Are Worse Things I Can Do», los segmentos de baloncesto, béisbol y atletismo, y el interior del gimnasio se filmaron en la Escuela Preparatoria Venice durante el verano de 1977. Los interiores de Rydell, incluido el baile de la escuela secundaria, se filmaron en Huntington Park High School. La pijamada se filmó en una casa privada en East Hollywood. El estudio de Paramount Pictures fue la locación de las escenas que involucran a Frosty Palace y los números musicales «Greased Lightning» y «Beauty School Dropout». Las escenas del autocine se filmaron en el Burbank Pickwick Drive-In (fue cerrado y demolido en 1989 y un centro comercial tomó su lugar). La carrera se filmó en el Río Los Ángeles entre los puentes de la Primera y la Séptima Calle, donde se han filmado muchas otras películas. La escena final del carnaval se filmó en la preparatoria John Marshall de Los Feliz. Además, debido a recortes presupuestarios, se filmó una escena corta en Hazard Park de Boyle Heights, Los Ángeles.
Los vehículos utilizados son 14: Buick Special (uno de 1956 y uno de 1957), Cadillac Series 62 de 1953, Chevrolet Belair de 1956, Chevrolet Fleetline Special de 1949, Dodge Cornet de 1950, Ford de 1948, Wayfire de 1949, Dodge Custome Royal de 1956, Ford de Luxe de 1948, Mercury Custom de 1949, Oldsmobile Super 88 de 1953, Plymouth Savoy de 1956 y Studebaker Comander Regal de 1948.

### Final original
Debido a un error de edición, una escena en la que Danny y Sandy se besan al final de la película se eliminó de la copia final y se perdió antes de su estreno en cines. La escena se conservó solo en un workprint en blanco y negro. El director Randal Kleiser intentó colorizar el metraje existente y restaurarlo para el reestreno en 1998, pero no quedó satisfecho con los resultados.

## Banda sonora
La banda sonora de Grease se lanzó el 14 de abril de 1978, dos meses antes del estreno de la película, y se volvió el segundo álbum mas vendido del año en Estados Unidos, solo por detras del álbum de la BSO del filme Saturday Night Fever (otra película protagonizada por John Travolta).

## Premios
- Candidaturas a los Globos de Oro 1978 por mejor película (musical o comedia), mejor actor (musical o comedia) (John Travolta), mejor actriz (musical o comedia) (Olivia Newton-John), mejor canción original («You're the One That I Want» por John Farrar y «Grease» por Frankie Valli).
- Premio a la mejor película en los Golden Screen alemanes 1979.
- Premio a la mejor película musical en los People's Choice Awards 1978.